# Vladimir Bron
Vladimir Akimovič Bron (Mykolaïv, 14 settembre 1909 – Sverdlovsk, 1º ottobre 1985) è stato un ingegnere e compositore di scacchi sovietico.

## Biografia
Nato in una famiglia ebraica, fu uno dei maggiori esperti sovietici nel campo dei materiali refrattari. In questo settore pubblicò oltre 260 articoli, una monografia e un testo di insegnamento universitario, ed ottenne 18 brevetti. Per i suoi contributi allo sviluppo dell'industria sovietica, gli furono attribuiti diversi riconoscimenti ufficiali, tra cui l'Ordine della Bandiera rossa del lavoro.
Cominciò a partecipare a tornei di scacchi nel 1920 al circolo di Charkiv, che allora era guidato da Aleksej Alechin, fratello di Aleksandr Alechin. Partecipò con buoni risultati a diversi tornei fino al 1946, ma dopo si occupò solo della composizione di studi.
Pubblicò il suo primo studio nel 1924, e due anni dopo vinse già un primo premio in un concorso locale. Un impulso sostanziale alla sua attività di compositore di scacchi lka diedero il suo incontro nel 1930 con Leonid Kubbel' e la sua amicizia con Vladimir Korol'kov. 
Compose circa 400 studi e oltre 600 problemi. Ottenne un centinaio di premi, tra cui 32 primi premi, 26 secondi premi e 22 terzi premi.
Nel 1956 la FIDE gli attribuì il titolo di Maestro Internazionale per la composizione, e nel 1976 quello di Grande Maestro per la composizione.

## Due studi di Vladimir Bron
|   | a | b | c | d | e | f | g | h |   |
| 8 | f8 donna del nero · c7 torre del bianco · f6 pedone del nero · b5 re del nero · f5 cavallo del bianco · c4 pedone del nero · e4 pedone del bianco · c3 pedone del bianco · c2 re del bianco | f8 donna del nero · c7 torre del bianco · f6 pedone del nero · b5 re del nero · f5 cavallo del bianco · c4 pedone del nero · e4 pedone del bianco · c3 pedone del bianco · c2 re del bianco | f8 donna del nero · c7 torre del bianco · f6 pedone del nero · b5 re del nero · f5 cavallo del bianco · c4 pedone del nero · e4 pedone del bianco · c3 pedone del bianco · c2 re del bianco | f8 donna del nero · c7 torre del bianco · f6 pedone del nero · b5 re del nero · f5 cavallo del bianco · c4 pedone del nero · e4 pedone del bianco · c3 pedone del bianco · c2 re del bianco | f8 donna del nero · c7 torre del bianco · f6 pedone del nero · b5 re del nero · f5 cavallo del bianco · c4 pedone del nero · e4 pedone del bianco · c3 pedone del bianco · c2 re del bianco | f8 donna del nero · c7 torre del bianco · f6 pedone del nero · b5 re del nero · f5 cavallo del bianco · c4 pedone del nero · e4 pedone del bianco · c3 pedone del bianco · c2 re del bianco | f8 donna del nero · c7 torre del bianco · f6 pedone del nero · b5 re del nero · f5 cavallo del bianco · c4 pedone del nero · e4 pedone del bianco · c3 pedone del bianco · c2 re del bianco | f8 donna del nero · c7 torre del bianco · f6 pedone del nero · b5 re del nero · f5 cavallo del bianco · c4 pedone del nero · e4 pedone del bianco · c3 pedone del bianco · c2 re del bianco | 8 |
| 7 | f8 donna del nero · c7 torre del bianco · f6 pedone del nero · b5 re del nero · f5 cavallo del bianco · c4 pedone del nero · e4 pedone del bianco · c3 pedone del bianco · c2 re del bianco | f8 donna del nero · c7 torre del bianco · f6 pedone del nero · b5 re del nero · f5 cavallo del bianco · c4 pedone del nero · e4 pedone del bianco · c3 pedone del bianco · c2 re del bianco | f8 donna del nero · c7 torre del bianco · f6 pedone del nero · b5 re del nero · f5 cavallo del bianco · c4 pedone del nero · e4 pedone del bianco · c3 pedone del bianco · c2 re del bianco | f8 donna del nero · c7 torre del bianco · f6 pedone del nero · b5 re del nero · f5 cavallo del bianco · c4 pedone del nero · e4 pedone del bianco · c3 pedone del bianco · c2 re del bianco | f8 donna del nero · c7 torre del bianco · f6 pedone del nero · b5 re del nero · f5 cavallo del bianco · c4 pedone del nero · e4 pedone del bianco · c3 pedone del bianco · c2 re del bianco | f8 donna del nero · c7 torre del bianco · f6 pedone del nero · b5 re del nero · f5 cavallo del bianco · c4 pedone del nero · e4 pedone del bianco · c3 pedone del bianco · c2 re del bianco | f8 donna del nero · c7 torre del bianco · f6 pedone del nero · b5 re del nero · f5 cavallo del bianco · c4 pedone del nero · e4 pedone del bianco · c3 pedone del bianco · c2 re del bianco | f8 donna del nero · c7 torre del bianco · f6 pedone del nero · b5 re del nero · f5 cavallo del bianco · c4 pedone del nero · e4 pedone del bianco · c3 pedone del bianco · c2 re del bianco | 7 |
| 6 | f8 donna del nero · c7 torre del bianco · f6 pedone del nero · b5 re del nero · f5 cavallo del bianco · c4 pedone del nero · e4 pedone del bianco · c3 pedone del bianco · c2 re del bianco | f8 donna del nero · c7 torre del bianco · f6 pedone del nero · b5 re del nero · f5 cavallo del bianco · c4 pedone del nero · e4 pedone del bianco · c3 pedone del bianco · c2 re del bianco | f8 donna del nero · c7 torre del bianco · f6 pedone del nero · b5 re del nero · f5 cavallo del bianco · c4 pedone del nero · e4 pedone del bianco · c3 pedone del bianco · c2 re del bianco | f8 donna del nero · c7 torre del bianco · f6 pedone del nero · b5 re del nero · f5 cavallo del bianco · c4 pedone del nero · e4 pedone del bianco · c3 pedone del bianco · c2 re del bianco | f8 donna del nero · c7 torre del bianco · f6 pedone del nero · b5 re del nero · f5 cavallo del bianco · c4 pedone del nero · e4 pedone del bianco · c3 pedone del bianco · c2 re del bianco | f8 donna del nero · c7 torre del bianco · f6 pedone del nero · b5 re del nero · f5 cavallo del bianco · c4 pedone del nero · e4 pedone del bianco · c3 pedone del bianco · c2 re del bianco | f8 donna del nero · c7 torre del bianco · f6 pedone del nero · b5 re del nero · f5 cavallo del bianco · c4 pedone del nero · e4 pedone del bianco · c3 pedone del bianco · c2 re del bianco | f8 donna del nero · c7 torre del bianco · f6 pedone del nero · b5 re del nero · f5 cavallo del bianco · c4 pedone del nero · e4 pedone del bianco · c3 pedone del bianco · c2 re del bianco | 6 |
| 5 | f8 donna del nero · c7 torre del bianco · f6 pedone del nero · b5 re del nero · f5 cavallo del bianco · c4 pedone del nero · e4 pedone del bianco · c3 pedone del bianco · c2 re del bianco | f8 donna del nero · c7 torre del bianco · f6 pedone del nero · b5 re del nero · f5 cavallo del bianco · c4 pedone del nero · e4 pedone del bianco · c3 pedone del bianco · c2 re del bianco | f8 donna del nero · c7 torre del bianco · f6 pedone del nero · b5 re del nero · f5 cavallo del bianco · c4 pedone del nero · e4 pedone del bianco · c3 pedone del bianco · c2 re del bianco | f8 donna del nero · c7 torre del bianco · f6 pedone del nero · b5 re del nero · f5 cavallo del bianco · c4 pedone del nero · e4 pedone del bianco · c3 pedone del bianco · c2 re del bianco | f8 donna del nero · c7 torre del bianco · f6 pedone del nero · b5 re del nero · f5 cavallo del bianco · c4 pedone del nero · e4 pedone del bianco · c3 pedone del bianco · c2 re del bianco | f8 donna del nero · c7 torre del bianco · f6 pedone del nero · b5 re del nero · f5 cavallo del bianco · c4 pedone del nero · e4 pedone del bianco · c3 pedone del bianco · c2 re del bianco | f8 donna del nero · c7 torre del bianco · f6 pedone del nero · b5 re del nero · f5 cavallo del bianco · c4 pedone del nero · e4 pedone del bianco · c3 pedone del bianco · c2 re del bianco | f8 donna del nero · c7 torre del bianco · f6 pedone del nero · b5 re del nero · f5 cavallo del bianco · c4 pedone del nero · e4 pedone del bianco · c3 pedone del bianco · c2 re del bianco | 5 |
| 4 | f8 donna del nero · c7 torre del bianco · f6 pedone del nero · b5 re del nero · f5 cavallo del bianco · c4 pedone del nero · e4 pedone del bianco · c3 pedone del bianco · c2 re del bianco | f8 donna del nero · c7 torre del bianco · f6 pedone del nero · b5 re del nero · f5 cavallo del bianco · c4 pedone del nero · e4 pedone del bianco · c3 pedone del bianco · c2 re del bianco | f8 donna del nero · c7 torre del bianco · f6 pedone del nero · b5 re del nero · f5 cavallo del bianco · c4 pedone del nero · e4 pedone del bianco · c3 pedone del bianco · c2 re del bianco | f8 donna del nero · c7 torre del bianco · f6 pedone del nero · b5 re del nero · f5 cavallo del bianco · c4 pedone del nero · e4 pedone del bianco · c3 pedone del bianco · c2 re del bianco | f8 donna del nero · c7 torre del bianco · f6 pedone del nero · b5 re del nero · f5 cavallo del bianco · c4 pedone del nero · e4 pedone del bianco · c3 pedone del bianco · c2 re del bianco | f8 donna del nero · c7 torre del bianco · f6 pedone del nero · b5 re del nero · f5 cavallo del bianco · c4 pedone del nero · e4 pedone del bianco · c3 pedone del bianco · c2 re del bianco | f8 donna del nero · c7 torre del bianco · f6 pedone del nero · b5 re del nero · f5 cavallo del bianco · c4 pedone del nero · e4 pedone del bianco · c3 pedone del bianco · c2 re del bianco | f8 donna del nero · c7 torre del bianco · f6 pedone del nero · b5 re del nero · f5 cavallo del bianco · c4 pedone del nero · e4 pedone del bianco · c3 pedone del bianco · c2 re del bianco | 4 |
| 3 | f8 donna del nero · c7 torre del bianco · f6 pedone del nero · b5 re del nero · f5 cavallo del bianco · c4 pedone del nero · e4 pedone del bianco · c3 pedone del bianco · c2 re del bianco | f8 donna del nero · c7 torre del bianco · f6 pedone del nero · b5 re del nero · f5 cavallo del bianco · c4 pedone del nero · e4 pedone del bianco · c3 pedone del bianco · c2 re del bianco | f8 donna del nero · c7 torre del bianco · f6 pedone del nero · b5 re del nero · f5 cavallo del bianco · c4 pedone del nero · e4 pedone del bianco · c3 pedone del bianco · c2 re del bianco | f8 donna del nero · c7 torre del bianco · f6 pedone del nero · b5 re del nero · f5 cavallo del bianco · c4 pedone del nero · e4 pedone del bianco · c3 pedone del bianco · c2 re del bianco | f8 donna del nero · c7 torre del bianco · f6 pedone del nero · b5 re del nero · f5 cavallo del bianco · c4 pedone del nero · e4 pedone del bianco · c3 pedone del bianco · c2 re del bianco | f8 donna del nero · c7 torre del bianco · f6 pedone del nero · b5 re del nero · f5 cavallo del bianco · c4 pedone del nero · e4 pedone del bianco · c3 pedone del bianco · c2 re del bianco | f8 donna del nero · c7 torre del bianco · f6 pedone del nero · b5 re del nero · f5 cavallo del bianco · c4 pedone del nero · e4 pedone del bianco · c3 pedone del bianco · c2 re del bianco | f8 donna del nero · c7 torre del bianco · f6 pedone del nero · b5 re del nero · f5 cavallo del bianco · c4 pedone del nero · e4 pedone del bianco · c3 pedone del bianco · c2 re del bianco | 3 |
| 2 | f8 donna del nero · c7 torre del bianco · f6 pedone del nero · b5 re del nero · f5 cavallo del bianco · c4 pedone del nero · e4 pedone del bianco · c3 pedone del bianco · c2 re del bianco | f8 donna del nero · c7 torre del bianco · f6 pedone del nero · b5 re del nero · f5 cavallo del bianco · c4 pedone del nero · e4 pedone del bianco · c3 pedone del bianco · c2 re del bianco | f8 donna del nero · c7 torre del bianco · f6 pedone del nero · b5 re del nero · f5 cavallo del bianco · c4 pedone del nero · e4 pedone del bianco · c3 pedone del bianco · c2 re del bianco | f8 donna del nero · c7 torre del bianco · f6 pedone del nero · b5 re del nero · f5 cavallo del bianco · c4 pedone del nero · e4 pedone del bianco · c3 pedone del bianco · c2 re del bianco | f8 donna del nero · c7 torre del bianco · f6 pedone del nero · b5 re del nero · f5 cavallo del bianco · c4 pedone del nero · e4 pedone del bianco · c3 pedone del bianco · c2 re del bianco | f8 donna del nero · c7 torre del bianco · f6 pedone del nero · b5 re del nero · f5 cavallo del bianco · c4 pedone del nero · e4 pedone del bianco · c3 pedone del bianco · c2 re del bianco | f8 donna del nero · c7 torre del bianco · f6 pedone del nero · b5 re del nero · f5 cavallo del bianco · c4 pedone del nero · e4 pedone del bianco · c3 pedone del bianco · c2 re del bianco | f8 donna del nero · c7 torre del bianco · f6 pedone del nero · b5 re del nero · f5 cavallo del bianco · c4 pedone del nero · e4 pedone del bianco · c3 pedone del bianco · c2 re del bianco | 2 |
| 1 | f8 donna del nero · c7 torre del bianco · f6 pedone del nero · b5 re del nero · f5 cavallo del bianco · c4 pedone del nero · e4 pedone del bianco · c3 pedone del bianco · c2 re del bianco | f8 donna del nero · c7 torre del bianco · f6 pedone del nero · b5 re del nero · f5 cavallo del bianco · c4 pedone del nero · e4 pedone del bianco · c3 pedone del bianco · c2 re del bianco | f8 donna del nero · c7 torre del bianco · f6 pedone del nero · b5 re del nero · f5 cavallo del bianco · c4 pedone del nero · e4 pedone del bianco · c3 pedone del bianco · c2 re del bianco | f8 donna del nero · c7 torre del bianco · f6 pedone del nero · b5 re del nero · f5 cavallo del bianco · c4 pedone del nero · e4 pedone del bianco · c3 pedone del bianco · c2 re del bianco | f8 donna del nero · c7 torre del bianco · f6 pedone del nero · b5 re del nero · f5 cavallo del bianco · c4 pedone del nero · e4 pedone del bianco · c3 pedone del bianco · c2 re del bianco | f8 donna del nero · c7 torre del bianco · f6 pedone del nero · b5 re del nero · f5 cavallo del bianco · c4 pedone del nero · e4 pedone del bianco · c3 pedone del bianco · c2 re del bianco | f8 donna del nero · c7 torre del bianco · f6 pedone del nero · b5 re del nero · f5 cavallo del bianco · c4 pedone del nero · e4 pedone del bianco · c3 pedone del bianco · c2 re del bianco | f8 donna del nero · c7 torre del bianco · f6 pedone del nero · b5 re del nero · f5 cavallo del bianco · c4 pedone del nero · e4 pedone del bianco · c3 pedone del bianco · c2 re del bianco | 1 |
|   | a | b | c | d | e | f | g | h |   |

|   | a | b | c | d | e | f | g | h |   |
| 8 | a8 alfiere del nero · h7 re del nero · e6 re del bianco · g6 pedone del nero · g5 pedone del bianco · h4 pedone del bianco · c3 cavallo del bianco · f3 cavallo del nero · b1 alfiere del bianco | a8 alfiere del nero · h7 re del nero · e6 re del bianco · g6 pedone del nero · g5 pedone del bianco · h4 pedone del bianco · c3 cavallo del bianco · f3 cavallo del nero · b1 alfiere del bianco | a8 alfiere del nero · h7 re del nero · e6 re del bianco · g6 pedone del nero · g5 pedone del bianco · h4 pedone del bianco · c3 cavallo del bianco · f3 cavallo del nero · b1 alfiere del bianco | a8 alfiere del nero · h7 re del nero · e6 re del bianco · g6 pedone del nero · g5 pedone del bianco · h4 pedone del bianco · c3 cavallo del bianco · f3 cavallo del nero · b1 alfiere del bianco | a8 alfiere del nero · h7 re del nero · e6 re del bianco · g6 pedone del nero · g5 pedone del bianco · h4 pedone del bianco · c3 cavallo del bianco · f3 cavallo del nero · b1 alfiere del bianco | a8 alfiere del nero · h7 re del nero · e6 re del bianco · g6 pedone del nero · g5 pedone del bianco · h4 pedone del bianco · c3 cavallo del bianco · f3 cavallo del nero · b1 alfiere del bianco | a8 alfiere del nero · h7 re del nero · e6 re del bianco · g6 pedone del nero · g5 pedone del bianco · h4 pedone del bianco · c3 cavallo del bianco · f3 cavallo del nero · b1 alfiere del bianco | a8 alfiere del nero · h7 re del nero · e6 re del bianco · g6 pedone del nero · g5 pedone del bianco · h4 pedone del bianco · c3 cavallo del bianco · f3 cavallo del nero · b1 alfiere del bianco | 8 |
| 7 | a8 alfiere del nero · h7 re del nero · e6 re del bianco · g6 pedone del nero · g5 pedone del bianco · h4 pedone del bianco · c3 cavallo del bianco · f3 cavallo del nero · b1 alfiere del bianco | a8 alfiere del nero · h7 re del nero · e6 re del bianco · g6 pedone del nero · g5 pedone del bianco · h4 pedone del bianco · c3 cavallo del bianco · f3 cavallo del nero · b1 alfiere del bianco | a8 alfiere del nero · h7 re del nero · e6 re del bianco · g6 pedone del nero · g5 pedone del bianco · h4 pedone del bianco · c3 cavallo del bianco · f3 cavallo del nero · b1 alfiere del bianco | a8 alfiere del nero · h7 re del nero · e6 re del bianco · g6 pedone del nero · g5 pedone del bianco · h4 pedone del bianco · c3 cavallo del bianco · f3 cavallo del nero · b1 alfiere del bianco | a8 alfiere del nero · h7 re del nero · e6 re del bianco · g6 pedone del nero · g5 pedone del bianco · h4 pedone del bianco · c3 cavallo del bianco · f3 cavallo del nero · b1 alfiere del bianco | a8 alfiere del nero · h7 re del nero · e6 re del bianco · g6 pedone del nero · g5 pedone del bianco · h4 pedone del bianco · c3 cavallo del bianco · f3 cavallo del nero · b1 alfiere del bianco | a8 alfiere del nero · h7 re del nero · e6 re del bianco · g6 pedone del nero · g5 pedone del bianco · h4 pedone del bianco · c3 cavallo del bianco · f3 cavallo del nero · b1 alfiere del bianco | a8 alfiere del nero · h7 re del nero · e6 re del bianco · g6 pedone del nero · g5 pedone del bianco · h4 pedone del bianco · c3 cavallo del bianco · f3 cavallo del nero · b1 alfiere del bianco | 7 |
| 6 | a8 alfiere del nero · h7 re del nero · e6 re del bianco · g6 pedone del nero · g5 pedone del bianco · h4 pedone del bianco · c3 cavallo del bianco · f3 cavallo del nero · b1 alfiere del bianco | a8 alfiere del nero · h7 re del nero · e6 re del bianco · g6 pedone del nero · g5 pedone del bianco · h4 pedone del bianco · c3 cavallo del bianco · f3 cavallo del nero · b1 alfiere del bianco | a8 alfiere del nero · h7 re del nero · e6 re del bianco · g6 pedone del nero · g5 pedone del bianco · h4 pedone del bianco · c3 cavallo del bianco · f3 cavallo del nero · b1 alfiere del bianco | a8 alfiere del nero · h7 re del nero · e6 re del bianco · g6 pedone del nero · g5 pedone del bianco · h4 pedone del bianco · c3 cavallo del bianco · f3 cavallo del nero · b1 alfiere del bianco | a8 alfiere del nero · h7 re del nero · e6 re del bianco · g6 pedone del nero · g5 pedone del bianco · h4 pedone del bianco · c3 cavallo del bianco · f3 cavallo del nero · b1 alfiere del bianco | a8 alfiere del nero · h7 re del nero · e6 re del bianco · g6 pedone del nero · g5 pedone del bianco · h4 pedone del bianco · c3 cavallo del bianco · f3 cavallo del nero · b1 alfiere del bianco | a8 alfiere del nero · h7 re del nero · e6 re del bianco · g6 pedone del nero · g5 pedone del bianco · h4 pedone del bianco · c3 cavallo del bianco · f3 cavallo del nero · b1 alfiere del bianco | a8 alfiere del nero · h7 re del nero · e6 re del bianco · g6 pedone del nero · g5 pedone del bianco · h4 pedone del bianco · c3 cavallo del bianco · f3 cavallo del nero · b1 alfiere del bianco | 6 |
| 5 | a8 alfiere del nero · h7 re del nero · e6 re del bianco · g6 pedone del nero · g5 pedone del bianco · h4 pedone del bianco · c3 cavallo del bianco · f3 cavallo del nero · b1 alfiere del bianco | a8 alfiere del nero · h7 re del nero · e6 re del bianco · g6 pedone del nero · g5 pedone del bianco · h4 pedone del bianco · c3 cavallo del bianco · f3 cavallo del nero · b1 alfiere del bianco | a8 alfiere del nero · h7 re del nero · e6 re del bianco · g6 pedone del nero · g5 pedone del bianco · h4 pedone del bianco · c3 cavallo del bianco · f3 cavallo del nero · b1 alfiere del bianco | a8 alfiere del nero · h7 re del nero · e6 re del bianco · g6 pedone del nero · g5 pedone del bianco · h4 pedone del bianco · c3 cavallo del bianco · f3 cavallo del nero · b1 alfiere del bianco | a8 alfiere del nero · h7 re del nero · e6 re del bianco · g6 pedone del nero · g5 pedone del bianco · h4 pedone del bianco · c3 cavallo del bianco · f3 cavallo del nero · b1 alfiere del bianco | a8 alfiere del nero · h7 re del nero · e6 re del bianco · g6 pedone del nero · g5 pedone del bianco · h4 pedone del bianco · c3 cavallo del bianco · f3 cavallo del nero · b1 alfiere del bianco | a8 alfiere del nero · h7 re del nero · e6 re del bianco · g6 pedone del nero · g5 pedone del bianco · h4 pedone del bianco · c3 cavallo del bianco · f3 cavallo del nero · b1 alfiere del bianco | a8 alfiere del nero · h7 re del nero · e6 re del bianco · g6 pedone del nero · g5 pedone del bianco · h4 pedone del bianco · c3 cavallo del bianco · f3 cavallo del nero · b1 alfiere del bianco | 5 |
| 4 | a8 alfiere del nero · h7 re del nero · e6 re del bianco · g6 pedone del nero · g5 pedone del bianco · h4 pedone del bianco · c3 cavallo del bianco · f3 cavallo del nero · b1 alfiere del bianco | a8 alfiere del nero · h7 re del nero · e6 re del bianco · g6 pedone del nero · g5 pedone del bianco · h4 pedone del bianco · c3 cavallo del bianco · f3 cavallo del nero · b1 alfiere del bianco | a8 alfiere del nero · h7 re del nero · e6 re del bianco · g6 pedone del nero · g5 pedone del bianco · h4 pedone del bianco · c3 cavallo del bianco · f3 cavallo del nero · b1 alfiere del bianco | a8 alfiere del nero · h7 re del nero · e6 re del bianco · g6 pedone del nero · g5 pedone del bianco · h4 pedone del bianco · c3 cavallo del bianco · f3 cavallo del nero · b1 alfiere del bianco | a8 alfiere del nero · h7 re del nero · e6 re del bianco · g6 pedone del nero · g5 pedone del bianco · h4 pedone del bianco · c3 cavallo del bianco · f3 cavallo del nero · b1 alfiere del bianco | a8 alfiere del nero · h7 re del nero · e6 re del bianco · g6 pedone del nero · g5 pedone del bianco · h4 pedone del bianco · c3 cavallo del bianco · f3 cavallo del nero · b1 alfiere del bianco | a8 alfiere del nero · h7 re del nero · e6 re del bianco · g6 pedone del nero · g5 pedone del bianco · h4 pedone del bianco · c3 cavallo del bianco · f3 cavallo del nero · b1 alfiere del bianco | a8 alfiere del nero · h7 re del nero · e6 re del bianco · g6 pedone del nero · g5 pedone del bianco · h4 pedone del bianco · c3 cavallo del bianco · f3 cavallo del nero · b1 alfiere del bianco | 4 |
| 3 | a8 alfiere del nero · h7 re del nero · e6 re del bianco · g6 pedone del nero · g5 pedone del bianco · h4 pedone del bianco · c3 cavallo del bianco · f3 cavallo del nero · b1 alfiere del bianco | a8 alfiere del nero · h7 re del nero · e6 re del bianco · g6 pedone del nero · g5 pedone del bianco · h4 pedone del bianco · c3 cavallo del bianco · f3 cavallo del nero · b1 alfiere del bianco | a8 alfiere del nero · h7 re del nero · e6 re del bianco · g6 pedone del nero · g5 pedone del bianco · h4 pedone del bianco · c3 cavallo del bianco · f3 cavallo del nero · b1 alfiere del bianco | a8 alfiere del nero · h7 re del nero · e6 re del bianco · g6 pedone del nero · g5 pedone del bianco · h4 pedone del bianco · c3 cavallo del bianco · f3 cavallo del nero · b1 alfiere del bianco | a8 alfiere del nero · h7 re del nero · e6 re del bianco · g6 pedone del nero · g5 pedone del bianco · h4 pedone del bianco · c3 cavallo del bianco · f3 cavallo del nero · b1 alfiere del bianco | a8 alfiere del nero · h7 re del nero · e6 re del bianco · g6 pedone del nero · g5 pedone del bianco · h4 pedone del bianco · c3 cavallo del bianco · f3 cavallo del nero · b1 alfiere del bianco | a8 alfiere del nero · h7 re del nero · e6 re del bianco · g6 pedone del nero · g5 pedone del bianco · h4 pedone del bianco · c3 cavallo del bianco · f3 cavallo del nero · b1 alfiere del bianco | a8 alfiere del nero · h7 re del nero · e6 re del bianco · g6 pedone del nero · g5 pedone del bianco · h4 pedone del bianco · c3 cavallo del bianco · f3 cavallo del nero · b1 alfiere del bianco | 3 |
| 2 | a8 alfiere del nero · h7 re del nero · e6 re del bianco · g6 pedone del nero · g5 pedone del bianco · h4 pedone del bianco · c3 cavallo del bianco · f3 cavallo del nero · b1 alfiere del bianco | a8 alfiere del nero · h7 re del nero · e6 re del bianco · g6 pedone del nero · g5 pedone del bianco · h4 pedone del bianco · c3 cavallo del bianco · f3 cavallo del nero · b1 alfiere del bianco | a8 alfiere del nero · h7 re del nero · e6 re del bianco · g6 pedone del nero · g5 pedone del bianco · h4 pedone del bianco · c3 cavallo del bianco · f3 cavallo del nero · b1 alfiere del bianco | a8 alfiere del nero · h7 re del nero · e6 re del bianco · g6 pedone del nero · g5 pedone del bianco · h4 pedone del bianco · c3 cavallo del bianco · f3 cavallo del nero · b1 alfiere del bianco | a8 alfiere del nero · h7 re del nero · e6 re del bianco · g6 pedone del nero · g5 pedone del bianco · h4 pedone del bianco · c3 cavallo del bianco · f3 cavallo del nero · b1 alfiere del bianco | a8 alfiere del nero · h7 re del nero · e6 re del bianco · g6 pedone del nero · g5 pedone del bianco · h4 pedone del bianco · c3 cavallo del bianco · f3 cavallo del nero · b1 alfiere del bianco | a8 alfiere del nero · h7 re del nero · e6 re del bianco · g6 pedone del nero · g5 pedone del bianco · h4 pedone del bianco · c3 cavallo del bianco · f3 cavallo del nero · b1 alfiere del bianco | a8 alfiere del nero · h7 re del nero · e6 re del bianco · g6 pedone del nero · g5 pedone del bianco · h4 pedone del bianco · c3 cavallo del bianco · f3 cavallo del nero · b1 alfiere del bianco | 2 |
| 1 | a8 alfiere del nero · h7 re del nero · e6 re del bianco · g6 pedone del nero · g5 pedone del bianco · h4 pedone del bianco · c3 cavallo del bianco · f3 cavallo del nero · b1 alfiere del bianco | a8 alfiere del nero · h7 re del nero · e6 re del bianco · g6 pedone del nero · g5 pedone del bianco · h4 pedone del bianco · c3 cavallo del bianco · f3 cavallo del nero · b1 alfiere del bianco | a8 alfiere del nero · h7 re del nero · e6 re del bianco · g6 pedone del nero · g5 pedone del bianco · h4 pedone del bianco · c3 cavallo del bianco · f3 cavallo del nero · b1 alfiere del bianco | a8 alfiere del nero · h7 re del nero · e6 re del bianco · g6 pedone del nero · g5 pedone del bianco · h4 pedone del bianco · c3 cavallo del bianco · f3 cavallo del nero · b1 alfiere del bianco | a8 alfiere del nero · h7 re del nero · e6 re del bianco · g6 pedone del nero · g5 pedone del bianco · h4 pedone del bianco · c3 cavallo del bianco · f3 cavallo del nero · b1 alfiere del bianco | a8 alfiere del nero · h7 re del nero · e6 re del bianco · g6 pedone del nero · g5 pedone del bianco · h4 pedone del bianco · c3 cavallo del bianco · f3 cavallo del nero · b1 alfiere del bianco | a8 alfiere del nero · h7 re del nero · e6 re del bianco · g6 pedone del nero · g5 pedone del bianco · h4 pedone del bianco · c3 cavallo del bianco · f3 cavallo del nero · b1 alfiere del bianco | a8 alfiere del nero · h7 re del nero · e6 re del bianco · g6 pedone del nero · g5 pedone del bianco · h4 pedone del bianco · c3 cavallo del bianco · f3 cavallo del nero · b1 alfiere del bianco | 1 |
|   | a | b | c | d | e | f | g | h |   |

Vladimir Bron scrisse diverse opere sugli studi, tra cui le seguenti:
- Con Henrik K'asparyan: Sovetskij šachmatnyj ėtjud - zbornik, Mosca 1955
- Izbrannye ėtjudy i zadači, Mosca, 1969
- Con Orest Averkin: V poiskach istiny, Sverdlovsk 1979